# Edgar Kant

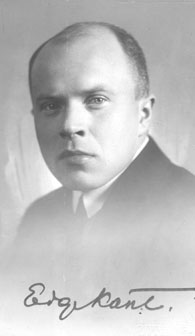
Edgar Kant (ca. 1930)

Edgar Kant (* 21. Februar 1902 in Reval, Gouvernement Estland; † 16. Oktober 1978 in Lund, Schweden) war ein estnisch-schwedischer Geograph.

## Leben
Kant studierte an der Universität Tartu (dt. Dorpat), an der Universität Szeged, an der Hochschule für Welthandel in Wien, der Handelshochschule St. Gallen sowie am Hamburgischen Welt-Wirtschafts-Archiv. Er promovierte 1934 und wirkte seit 1936 als ordentlicher Professor für Wirtschaftsgeographie in Tartu. Bei der Gründung der Estnischen Akademie der Wissenschaften war er deren jüngstes Mitglied. Er war in Tartu ab 1941 Rektor bis 1944.
Nach dem Einmarsch der Roten Armee in Estland emigrierte er nach Schweden. Dort lehrte er Wirtschaftsgeographie an der Universität Lund. Zuvor übte er die Funktion des Leiters des Baltischen Forschungsinstitutes in Bonn aus.